# Mewo'ot HaChermon
Der Regionalrat Mevoʾot HaChermon (hebräisch מוֹעָצָה אֲזוֹרִית מְבוֹאוֹת החֶרְמוֹן Mōʿatzah Asōrīt Məvōʾōt haChermōn, deutsch ‚Regionaler Rat Zugänge des Chermons‘) ist eine Regionalverwaltung und liegt nördlich des Sees Genezareth im Nordbezirk Israels an der Grenze zum Libanon. Das Verwaltungsgebiet wurde 1981 gegründet und ist 34,74 km² groß.

## Demografie
7.565 Menschen leben in Mevoʾot HaChermon (Stand: Januar 2022).
| Jahr      | 1983  | 1995  | 2006  | 2008  | 2009  | 2010  | 2011  | 2012  | 2013  | 2014  | 2022  |
| --------- | ----- | ----- | ----- | ----- | ----- | ----- | ----- | ----- | ----- | ----- | ----- |
| Einwohner | 2.300 | 4.000 | 6.000 | 6.100 | 6.200 | 6.300 | 6.400 | 6.600 | 6.700 | 6.800 | 7.565 |